# تپه ساری یر
تپه ساری یر مربوط به عصر آهن - دوره اشکانیان - دوره ساسانیان است و در شهرستان گرمی، بخش انگوت، دهستتان انگوت شرقی، روستای درگاهلی واقع شده و این اثر در تاریخ ۳۰ بهمن ۱۳۸۶ با شمارهٔ ثبت ۲۱۰۶۱ به‌عنوان یکی از آثار ملی ایران به ثبت رسیده است.